# Sublevación del Pinto

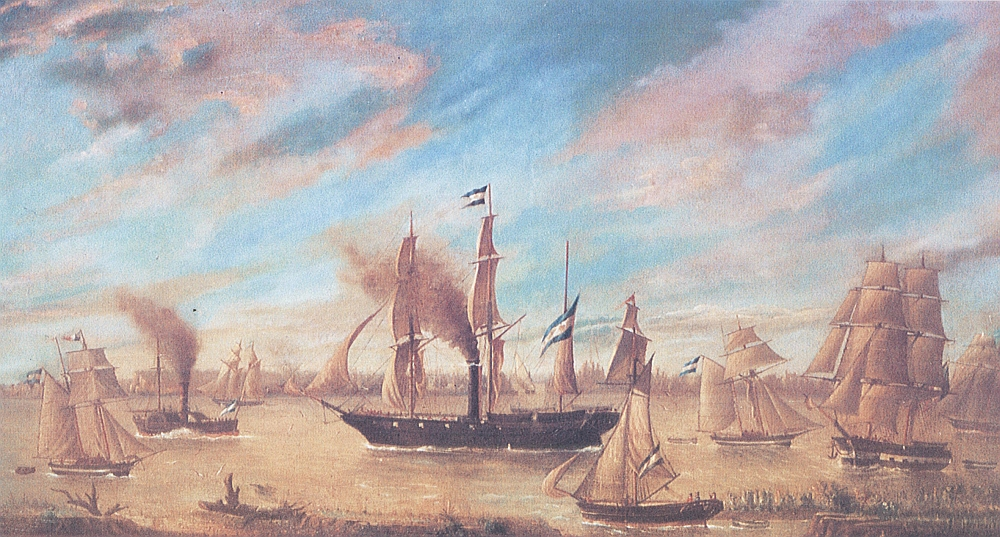
El vapor General Pinto frente a Rosario (óleo de José Murature, ca.1865.

La Sublevación del Pinto, vapor insignia de la escuadra del unitario Estado de Buenos Aires, en guerra con la federal Confederación Argentina, sucedió el 7 de julio de 1859. Tuvo por resultado el levantamiento del bloqueo de la villa de Paraná, capital de la Confederación, permitiendo la movilización de las fuerzas nacionales y torciendo de esa manera el rumbo de la guerra.

## Antecedentes
Tras el derrocamiento del gobernador federalista de Buenos Aires, Juan Manuel de Rosas, las fuerzas de la Confederación Argentina al mando del gobernador de la provincia de Entre Ríos Justo José de Urquiza pronto debieron enfrentar la secesión del Estado de Buenos Aires promovida por sus exaliados en el pronunciamiento. Pese a la lucha inicial, la Confederación optó finalmente por promover pacíficamente la reincorporación del estado rebelde. Sin embargo, la elección del líder autonomista Valentín Alsina cambio la situación.
El enfrentamiento iba más allá de las posiciones ideológicas en pugna: el motivo principal era el control de la aduana y, consiguientemente, del comercio exterior del país y de la principal fuente de sus ingresos fiscales. El asesinato del exgobernador de la provincia de San Juan, Nazario Benavídez, perpetrado por Buenos Aires fue el disparador de la guerra. En rápida escalada, San Juan fue intervenida por el Gobierno nacional, el Congreso nacional dictó el 1 de abril de 1859 una ley ordenando reincorporar la provincia disidente y otra el 6 de mayo autorizando al presidente a usar la fuerza a esos efectos, reiniciándose la guerra entre la Confederación Argentina y el Estado de Buenos Aires.
Urquiza disponía de un ejército poderoso capaz de decidir la lucha e inició su movilización a través del río Paraná, pero carecía de armada, por lo que gestionó con éxito armar buques en Montevideo y en Río de Janeiro y envió una misión diplomática al Paraguay gobernado por Carlos Antonio López para solicitar naves.

## Bloqueo de Paraná
El gobierno de Buenos Aires ordenó por su parte al jefe del ejército porteño, coronel Bartolomé Mitre, invadir la provincia de Santa Fe. Mientras tanto, aprovechando la momentánea ventaja, la escuadra porteña al mando de José Murature remontó el río Paraná y el 2 de julio de 1859 forzó el paso del Rosario bajo el fuego de las baterías nacionales. Tras capturar el bergantín goleta Diana, que transportaba artillería para el ejército de la Confederación, recorrió 160 km hacia el norte por el río y se presentó frente a Paraná, capital de la Confederación, con el General Pinto, vapor insignia al mando directo del capitán Antonio Susini y el pequeño vapor Buenos Aires, al mando del capitán Alejandro Murature, su hijo.
Con esa iniciativa, Murature interrumpía el paso a la margen occidental de los refuerzos al ejército de Urquiza y comprometía gravemente su situación. En efecto, las fuerzas nacionales que ya estaban en territorio santafecino a las órdenes del coronel Caraballo, se encontraban completamente desmoralizadas y sufrían numerosas deserciones, mientras que las fuerzas de Mitre podían avanzar con mínima oposición y Buenos Aires controlaba con sus buques no solo el río Paraná, sino que otros invadían por el Uruguay, llegando hasta Fray Bentos con fuerzas de desembarco.
En Paraná se iniciaron los preparativos para intentar un asalto por sorpresa a los vapores, utilizando botes y lanchones, pero con poca fe en los resultados de la operación. En cuanto á la escuadra que se armaba en Montevideo, faltaba mucho para que estuviese dispuesta. El bloqueo a Paraná también hizo fracasar las gestiones en Paraguay. López, enviado de dicha república, se enteró de lo sucedido y dio por finalizadas las tratativas:

Urquiza está perdido. Se ha dejado sitiar en su propia capital y es imposible que reaccione. Encerrado en su casa, no recibe ni habla á nadie. Todos sus planes han fracasado. Yo no he tratado con semejante gobierno. Los vapores que había ofrecido son ya inútiles; no los entrego.
Francisco Solano López

## Sublevación del «Pinto»
Pronto un suceso inesperado cambiaría todo. En la noche del 6 de julio de 1859 Alejandro Murature pasó para conferenciar con su padre al Pinto.
Ante el mal clima, José Murature le recomendó que permaneciera a bordo, a lo cual su hijo accedió al haber ya dado sus órdenes. De esta manera, todos los mandos de la escuadra porteña permanecían a bordo. En la mañana del 7 de julio, en momentos en que el almirante Murature con sus oficiales y su hijo Alejandro tomaban un café en la cámara, el sargento de marina Ramón Ortega y el cabo Felipe Salguero, antiguos soldados de Urquiza, sublevaron a los 23 tripulantes del Pinto. Avisado, Alejandro Murature, que gozaba de aprecio entre la oficialidad y los tripulantes, subió a cubierta y ordenó a los sublevados que depusieran las armas. Aun cuando insistían en que el movimiento no iba contra ellos sino contra Susini, a quien pensaban ejecutar, el joven Murature intentó reducirlos a balazos, siendo acribillado. José Murature llegó en ese momento a cubierta y al momento de abalanzarse sobre los sublevados resbaló en el cadáver de su hijo y cayó. Herido por un disparo que solo lo dejó contuso, fue capturado. En la lucha fue también herido en una mano el oficial Constantino Jorge.
La captura del Pinto fue recibida en Paraná con alegría. Un artículo de la prensa local relataba los hechos: 

Sin relación directa ni indirecta de ningún género, sin haber tenido ni poder tener ninguna comunicación con los de tierra, ese valiente é inteligente sargento Ortega, se entendió con el cabo Felipe Salguero, para volver al seno de la Nación. Tal hecho es inaudito de arrojo y patriotismo: pone en movimiento el vapor, corta las cadenas de las anclas, cierra las escotillas, arroya la oficialidad, intima los maquinistas, enarbola la bandera de parlamento, hace que el joven práctico correntino dirija el buque, ancla en el fondeadero y pide auxilio á las autoridades de tierra.
Francisco Bilbao, en El Nacional Argentino.

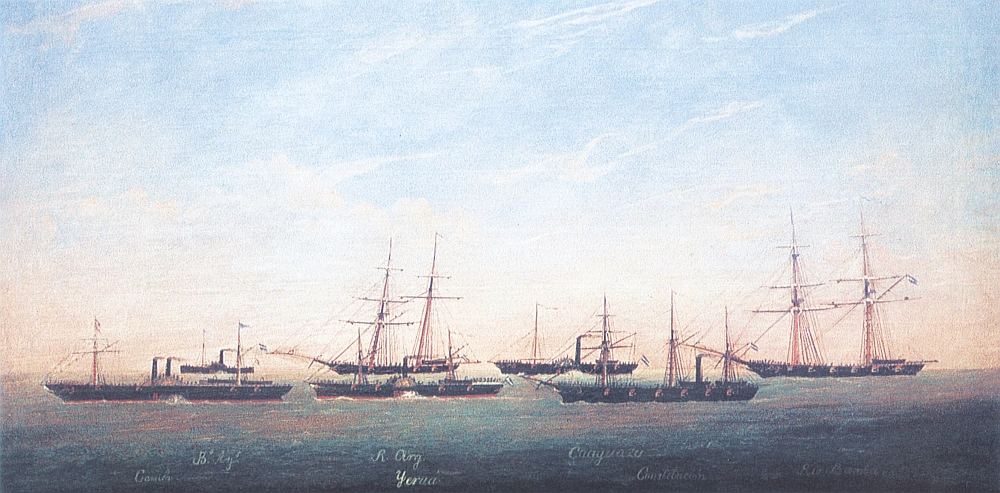
Escuadra del Estado de Buenos Aires en 1859 (óleo de Bartolomé Bossi, ca.1859).

El Buenos Aires, que estaba inmediato, al observar los sucesos a bordo del Pinto y, privado de su comandante, huyó a toda máquina, sin detenerse a averiguar lo que pasaba, consiguiendo escapar aguas abajo cañoneado por las baterías de Rosario. El único intento de persecución fue extranjero:

La alegría y el entusiasmo se contagiaron al ministro brasilero Amaral que se embarcó precipitadamente en un buque de guerra de su nación con el propósito de perseguir al Buenos Aires para apresarlo. No se supo si el ministro reflexionó y se contuvo en el camino ó si le fue imposible alcanzar al fugitivo.

## Consecuencias
Quedaban prisioneros José Murature, los oficiales Rodríguez, Antonio Susini, Vicente Nápoles, Constantino Jorge, José M. de las Carreras, Emiliano Goldriz, Máximo Casavega, Natalio Castro, Manuel Bianchi, Manuel Perera y N. Laporta. Murature quedó alojado en casa de Urquiza y los demás oficiales en una casa particular.
El Gobierno federal de Paraná decretó honores militares para Alejandro Murature, asistiendo al entierro, con espada, los oficiales del Pinto que habían caído prisioneros:

Al Exmo. señor ministro de la guerra: S.E. el señor presidente me da orden para prevenir á V. E., se sirva disponer con toda pompa las honras fúnebres del capitán don Alejandro Murature á que asistirá toda la oficialidad del vapor «General Pinto», que una sublevación militar ha devuelto al poder de la nación.
S.E. que deplora la fatalidad que ha hecho malograr ese bizarro joven, como una de las desgracias de la guerra, que él deseara ver cesar para siempre, quiere que se honre la memoria de esa víctima de su deber y de la piedad filial.
Benjamín Victorica, Secretaría de Guerra, Cuartel General en el Paraná, 7 de julio de 1859

Cuando los sublevados del Pinto marchaban en formación por Paraná, el general Tomás Guido, que para verlos mejor se había subido a un cajón, cayó al suelo y se recalcó un brazo, por lo que afirmó: «¡En esta gran victoria soy yo el único herido por nuestra parte!».
El Pinto, el mejor barco porteño, fue rebautizado Nueve de Julio y puesto al mando de Luis Cabassa.
El 12 de julio de 1859, el ministro de Guerra y Marina de Buenos Aires comunicó al jefe de la escuadra que «siendo ya indudable que el enemigo se halla en posesión del Libro de Señales de nuestra escuadra... es de su deber prevenirle cambie la numeración de las banderas de señales y el plan de señales de faroles y cohetes para las de la noche».
La flota porteña pasó al mando de Susini, quien logro escapar de su cautiverio, y se replegó sobre la isla Martín García. Con la captura del Pinto, quedó despejado el camino para que tropas entrerrianas cruzaran el río Paraná, se instalaran en Rosario, y se abrieran camino luego a Buenos Aires
Entre el 20 y el 21 de septiembre la recuperada escuadra porteña bombardeó Rosario, pero la escuadra nacional, ya reforzada por los buques ordenados, tras vencer a la escuadra adversaria en el combate de Martín García del 14 de octubre de 1859, apareció frente a Buenos Aires. La campaña se cerraría con el triunfo nacional en la batalla de Cepeda, el reembarque de las vencidas tropas de Mitre en los restos de su escuadra y, tras un nuevo combate naval, la retirada a Buenos Aires.